# Leptotes cassidula
Leptotes cassidula är en fjärilsart som beskrevs av Jean Baptiste Boisduval 1870. Leptotes cassidula ingår i släktet Leptotes och familjen juvelvingar. Inga underarter finns listade i Catalogue of Life.